# Proterosuchidae
A Proterosuchidae (vagy Chasmatosuchidae) a bazális archosauriformesek egy korai, feltehetően parafiletikus csoportja, melynek fosszilis maradványaira Oroszország késő perm (changhsingi), valamint Dél-Afrika, Oroszország, Kína, Ausztrália és az Antarktisz kora triász időszaki (olenyoki) rétegeiben találtak rá. Karcsú, közepes méretű (nagyjából 1,5 méter hosszúságú), hosszú állkapoccsal rendelkező krokodilszerű állatok voltak, azonban hiányzott náluk az igazi krokodilokra jellemző bőrpáncél (scutum). és a csontvázuk jellemzői is jóval kezdetlegesebbek. A legjellegzetesebb tulajdonságuk az egyedi lefelé forduló premaxilla (a felső állcsont elülső része), valamint a kortárs gyíkokéhoz hasonló rövid, terpesztett helyzetben álló lábak, melyek eltérnek a későbbi archosaurusokétól.
Valószínűleg a proterosuchidák a legkorábbi archosaurusok, melyeknél adaptív radiáció tapasztalható. Ez a csoport volt a kora triász idején élt Erythrosuchidae család őse.

## Taxonómia

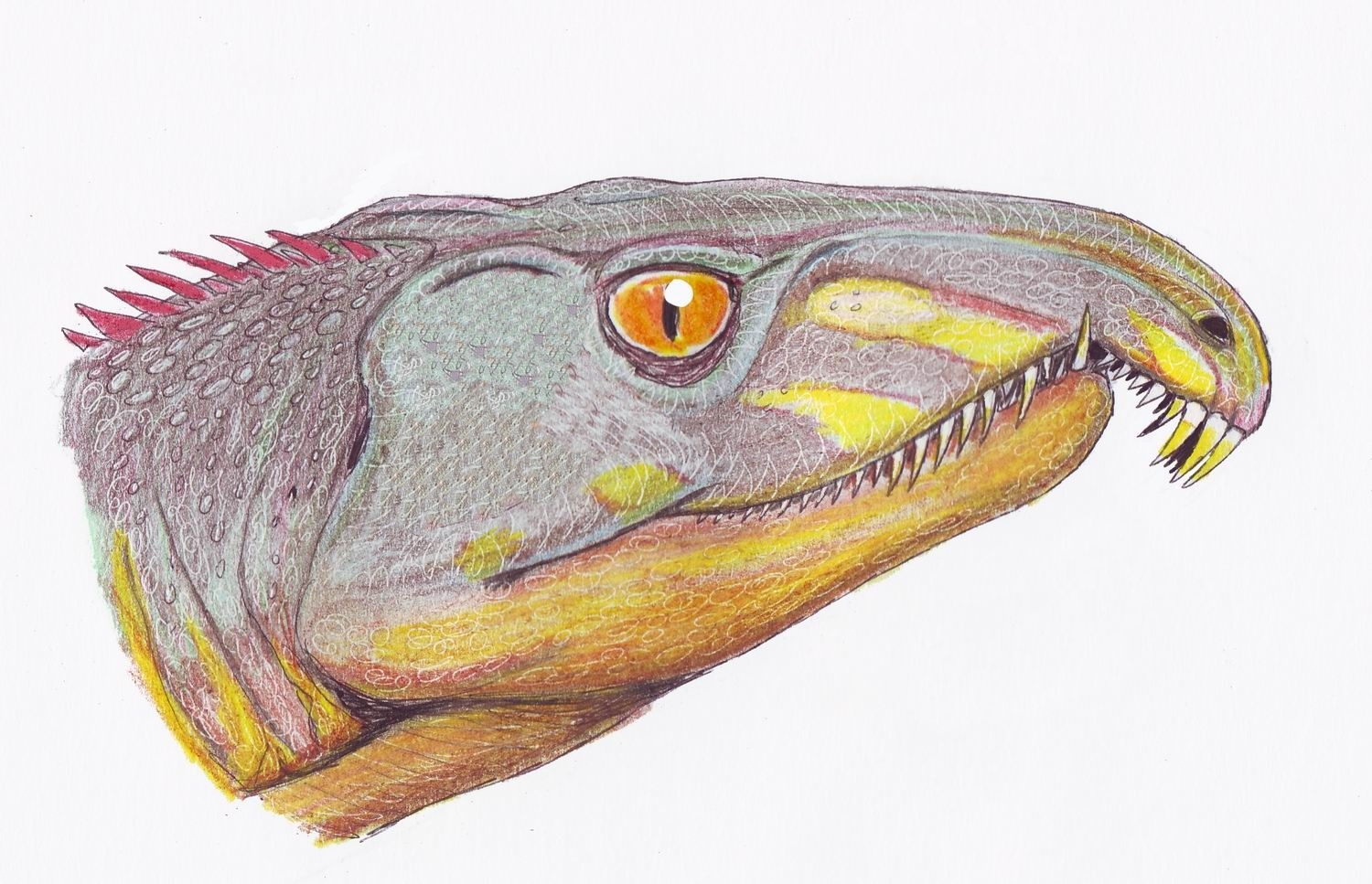
Az Archosaurus rossicus, egy perm időszaki proterosuchida fejének rekonstrukciója

- Archosauromorpha alosztályág
  - Archosauriformes (csoport)
    - Proterosuchidae család
      - Archosaurus
      - Chasmatosaurus
      - Chasmatosuchus
      - Kalisuchus
      - Proterosuchus
      - Tasmaniosaurus

## Fordítás
- Ez a szócikk részben vagy egészben  a   Proterosuchidae című angol Wikipédia-szócikk ezen változatának fordításán alapul.  Az eredeti cikk szerkesztőit annak laptörténete sorolja fel. Ez a jelzés csupán a megfogalmazás eredetét és a szerzői jogokat jelzi, nem szolgál a cikkben szereplő információk forrásmegjelöléseként.

## Külső hivatkozások
- Proterosuchidae. [2007. február 28-i dátummal az eredetiből archiválva]. (Hozzáférés: 2008. november 13.)
- Mikko's Phylogeny Archive – †Proterosuchidae – proterosuchids. (Hozzáférés: 2008. november 13.)